# Quoridor
Quoridor è un gioco da tavolo astratto pubblicato nel 1997 dalla Gigamic. Il gioco è stato inventato nel 1995 da Mirko Marchesi con il nome originario di Pinko Pallino ed ha cambiato nome successivamente in Quoridor dopo aver subito una modifica delle dimensioni della tavola e del numero di barriere.
Nel 2015 è stata fondata un'associazione di giocatori italiani con l'obiettivo di promuovere la diffusione di Quoridor in Italia, la WQO Italian Division, che sul suo sito web ha pubblicato un tutorial su strategie e tattiche di gioco.

## Storia

### Blockade
Nel 1975 la Lakeside pubblica un gioco chiamato Blockade, noto anche come Cul-de-Sac, invenzione di Philip Slater. Blockade usa un tavoliere 11x14 su cui due giocatori possono mettere la loro pedina oltre a 9 barriere verdi (solo in verticale) e 9 barriere blu (solo in orizzontale). Le pedine si posizionano all'inizio del gioco nelle caselle contrassegnate con un pallino del loro colore. Le pedine possono muovere di due caselle per volta. L'obiettivo è portare una propria pedina in una delle caselle di partenza dell'avversario.

### Pinko pallino
Blockade ispira Mirko Marchesi, che nel 1995 crea il gioco Pinko pallino, nel quale si usa un tavoliere 11x11 e le barriere sono 21 (tutte dello stesso colore) e possono essere piazzate sia in verticale che in orizzontale, inoltre i giocatori possono muovere la pedina sia in senso ortogonale che in senso diagonale. Nel 1997 esce una nuova versione di Pinko pallino sempre di Mirko Marchesi, che viene chiamata Quoridor..

### Quoridor
Ogni giocatore ha in dotazione una pedina e in una partita a due, dieci barriere, o muri, in legno mentre in una partita a quattro, solo 5 muri. Il tavoliere è un quadrato di legno di 9×9 caselle, con la particolarità che le linee che dividono e formano le caselle sono scanalate, per cui è possibile inserirvi i muri.

## Aspetti matematici
Il gioco è stato oggetto anche di trattazione matematiche, che coinvolgono il Processo markoviano.

## Regole
Ogni giocatore parte dal centro della sua linea perimetrale, e l'obiettivo è arrivare con la propria pedina alla linea perimetrale opposta. Vince chi consegue per primo l'obiettivo.
Al proprio turno il giocatore può scegliere se muovere orizzontalmente o verticalmente la propria pedina, oppure se inserire un muro. Il muro non può essere scavalcato ma deve essere aggirato.
Se due pedine si trovano faccia a faccia, il giocatore di turno può scavalcare l'avversario e porsi alle sue spalle. Non è possibile "chiudere" un giocatore con l'aiuto dei muri; bisogna sempre lasciargli la possibilità di arrivare alla meta.

## Premi e riconoscimenti
La versione originale del gioco (Pinko Pallino) ha ricevuto importanti riconoscimenti:
- 1996 - Lucca Games: Menzione speciale al premio Best of Show[6];
- 1997 - Mensa International Select Winner;
- 1998 - Games Magazine: Game of the Year Winner[7].